# Рамирес, Гильермо
Гильермо Рамирес Ортега (исп. Guillermo Ramírez Ortega; род. 26 марта 1978, Livingston, Исабаль) — гватемальский футболист, игравший на позиции полузащитника. Наиболее известен по игре за «Мунисипаль» в чемпионате Гватемалы.

## Карьера

### Клубная
Профессиональный дебют состоялся в 1996 году за клуб «Мунисипаль», вместе с которым регулярно выигрывал национальные трофеи и участвовал в континентальных турнирах. Несколько раз футболист пытался перейти в заграничные клубы, но каждый раз возвращался обратно в Гватемалу. Так во второй половине сезона 2000/01 Гильермо выступал за греческий «ПАС», а в 2002—2003 годах — за мексиканский «Хагуарес Чьяпас».
В 2005 году выступал на правах аренды за «Лос-Анджелес Гэлакси» и помог клубу выиграть Кубок MLS, забив единственный гол в дополнительное время финала против «Нью-Инглэнд Революшн», за что был признан MVP турнира. Однако уже со следующего года Рамирес продолжил выступления за родной «Мунисипаль».
Летом 2009 года в очередной раз покинул клуб и стал игроком гондурасского «Марафона», которому сразу же помог выиграть Апертуру 2009 года, забив один из двух голов в финале против столичной «Олимпии».
В 2010 Рамирес вновь вернулся в родной «Мунисипаль», а в январе 2011 года стал игроком гондурасского «Мотагуа», с которой стал чемпионом Клаусуры Гондураса.
В начале 2012 года стал игроком «Эредии». В октябре того же года стало известно, что ФИФА пожизненно дисквалифицировала игроков сборной Гватемалы Гильермо Рамиреса, Йони Флореса и Густаво Кабреру за участие в договорных матчах. Расследование велось по следующим матчам с участием дисквалифицированных футболистов: «Мунисипаль» — «Сантос Лагуна» (19 октября 2010 года в рамках Лиги чемпионов КОНКАКАФ), игры сборной Гватемалы с Венесуэлой (1 июня 2011 года, поражение дома 0:2) и Коста-Рикой (25 мая 2012 года, поражение в гостях 2:3). С того момента указанным игрокам пожизненно запрещено любое род деятельности, связанный с футболом.

### Сборная
Дебют за национальную сборную Гватемалы состоялся 16 июня 1997 в матче Центральноамериканского кубка против сборной Коста-Рики.
В составе сборной был участником четырёх розыгрышей Золотого кубка КОНКАКАФ (1998, 2000, 2002 и 2005)
6 августа 2008, после победы над сборной Боливии, Гильермо, который провёл тот матч как капитан, сыграл свой 87 матч за сборную, побив предыдущий рекорд Хуана Карлоса Платы по количеству матчей за Гватемалу.
27 мая 2012 Рамирес был отстранён от матчей сборной из-за подозрений в договорённости результата матча Гватемалы против Южной Африки в 2010 году. В июне того же года, это было подтверждено группой товарищей по команде. После дисквалификации ФИФА окончательно потерял возможность вернуться в сборную.
В течение карьеры в национальной команде, которая длилась 16 лет, провёл в форме главной команды страны 103 матча, забив 15 голов.

## Достижение

### «Мунисипаль»
- Чемпион Гондураса: Апертура 2000, Апертура 2004, Клаусура 2005, Апертура 2005, Клаусура 2006, Апертура 2006, Клаусура 2008, Апертура 2009

### «Лос-Анджелес Гэлакси»
- Обладатель Кубка MLS: 2005

### «Марафон»
- Чемпион Гондураса: Апертура 2009/10

### «Мотагуа»
- Чемпион Гондураса: Клаусура 2010/11